# Skiffia
Skiffia is een geslacht van straalvinnige vissen uit de familie van de levendbarende tandkarpers (Goodeidae).

## Soorten
- Skiffia bilineata (Bean, 1887)
- Skiffia francesae Kingston, 1978
- Skiffia lermae Meek, 1902
- Skiffia multipunctata (Pellegrin, 1901)